# Eupithecia arenbergeri
Eupithecia arenbergeri es una especie de polilla de la familia Geometridae. La especie fue descrita por primera vez por Rudolf Pinker habiendo sido descrita en 1976, con distribución en Rusia y Turquía. Una especie de color gris claro, plateado y brillante con marcas extremadamente precisas, con una banda del campo exterior claramente dentada en el campo oscuro, la banda límite armoniosamente curvada del campo central y oscuramente dividida, con una mancha discal alargada que es la marca más oscura en las alas anteriores, pero apenas visible en el ala trasera. El holotipo de la especie fue descrita en el Paso Zigana de los Montes Pónticos.